# Chicualoque
Chicualoque är en ort i Mexiko.   Den ligger i kommunen Coyutla och delstaten Veracruz, i den sydöstra delen av landet, 190 km nordost om huvudstaden Mexico City. Chicualoque ligger 143 meter över havet och antalet invånare är 1 085.
Terrängen runt Chicualoque är huvudsakligen kuperad, men den allra närmaste omgivningen är platt. Runt Chicualoque är det ganska tätbefolkat, med 65 invånare per kvadratkilometer. Närmaste större samhälle är Venustiano Carranza, 13,8 km norr om Chicualoque. Omgivningarna runt Chicualoque är en mosaik av jordbruksmark och naturlig växtlighet.